# Ernest Vilches
Ernest Vilches, nascut com Ernesto de Vilches y Domínguez de Alcahúd (Tarragona, 6 de febrer de 1879 - Barcelona, 8 de desembre de 1954) va ser un director de teatre i actor teatral i cinematogràfic català.
Després d'estudiar el batxillerat a Múrcia, començà la carrera de dret a Madrid, però la va deixar per dedicar-se al teatre. Debutà a Cartagena en teatre en castellà. Més tard passà a Madrid, on formà part de diverses companyies importants, com la de la Comedia i la de María Guerrero. Formà companyia pròpia amb José Tallaví i, després que aquest morí el 1916, ingressà a la de Miguel Muñoz, viatjant per l'Estat espanyol, i a la de Balaguer, actuant per l'Amèrica Llatina, a la de Roser Pi i a la de Guerrero - Díaz de Mendoza, i es consagrà finalment en els escenaris de Madrid al costat d'Irene López Heredia, fins que se'n separà el 1927. Es destacà en obres de J. Benavente i en la creació de personatges exòtics.
També provà el món del cinema, on intervingué en nombroses pel·lícules, mudes i sonores, filmades a l'Estat espanyol, a Hollywood i en diversos països de l'Amèrica Llatina. Debutà a Aventuras de Pepín, de Francisco Oliver (1909), seguida per El golfo de Josep de Togores i Muntades (1917), però descontent amb el cinema mut tornà als escenaris i al teatre. El 1929 anà a Hollywood per actuar en versions de films nord-americans per al mercat hispà, i contratat pels estudis estudis de la Paramount, per fer la versió al castellà de la pel·lícula de Cyril Gardner «Grumpy», la traducció de la qual portarà el nom de Cascarrabias (1930). Allà també serà contractat per la Metro-Goldwyn-Mayer per interpretar el paper principal de la novel·la de Gastón Leroux, «Cheri-Bibi». També farà El comediante (1931), que ell mateix escriví, protagonitzà i codirigí amb Leonard H. Fields. Després a Mèxic actuà a La noche del pecado dirigida per Miguel Contreras Torres (1933) i a l'Estat espanyol El 113 (1935), amb guió i direcció artística propis i realització tècnica del mexicà Raphael F. Sevilla. Durant la guerra espanyola s'establí a Buenos Aires, on rodà Una prueba de cariño (1938) i actuà en força títols fins al 1947, any en què s'instal·là a Mèxic, on prosseguí la seva carrera d'actor. Tornà i treballà a Alba de Amèrica sota la direcció de Juan de Orduña y Fernández-Shaw (1951) i Marta (Los diez mandamientos) de Francisco Elías Riquelme (1954-55), film que no pogué enllestir perquè morí atropellat per un cotxe.
El 8 de desembre de 1954 mentre es dirigia a la tertúlia teatral del cafè "La Luna" de Barcelona, on l'esperaven la seva dona, la destacada actriu Nora Samsó, i alguns amics, en travessar la Plaça Catalunya, fou atropellat per un taxi. Del tràgic succés fou testimoni el primer actor Enrique Guitart, que ràpidament va córrer a socorre'l, i acompanyar-lo a l'Hospital Clínic, on va morir poc després.